# Рихард Вилщетер
Рихард Мартин Вилщетер (на немски: Richard Martin Willstätter) е германски органичен химик, чиито изследвания върху структурата на растителните пигменти, сред които и хлорофила, му печелят Нобелова награда за химия за 1915 г. Вилщетер изобретява хартиената хроматография независимо от Михаил Цвет.

## Биография
Роден е на 13 август 1872 година в Карлсруе, Баден, Германия, в еврейско семейство. Син е на Максвел Вилщетер, търговец на платове, и Софи Улман. Записан е на училище, но семейството му се премества в Нюрнберг и той продължава да учи в техническото училище там. На 18-годишна възраст е приет в Мюнхенския университет, където изучава наука и остава през следващите 15 години.
Работи в департамента по химия, първо като студент при Алфред Айнхорн, а след като получава докторска степен през 1894 г. – и като член на факултета. Докторската му дисертация засяга структурата на кокаина. Вилщетер продължава проучванията си върху друг алкалоиди и успява да синтезира няколко от тях. През 1896 г. е назначен за лектор, а през 1902 – професор.
През 1905 г. заминава да работи във Федералното висше техническо училище в Цюрих, където изследва растителния пигмент хлорофил. Той е първият, доказал емпиричната му формула.
През 1912 г. става професор по химия в Берлинския университет и директор в Института по химия към обществото Кайзер Вилхелм, изучавайки структурата на пигментите на цветята и плодовете. Именно тук Вилщетер показва, че хлорофилът представлява смес от две съединения, хлорофил a и хлорофил b.
През 1915 г. приятелят му Фриц Хабер му предлага да се присъедини към разработването на отровни газове. Шилщетер не пожелава да работи по отрови, но се съгласява да работи по защитата. Той и колегите му разработват три-слоен филтър, който абсорбира всички вражески газове. Към 1917 г. са произведени 30 милиона бройки от филтъра, а Вилщетер е награден с Железен кръст втора степен.
През 1916 г. се завръща в Мюнхен като наследник на ментора си Байер. През 1920-те години Вилщетер изследва механизмите на ензимните реакции и полага значителни усилия за установяването, че ензимите са химични вещества, а не биологични организми.
През 1924 г. Вилщетер слага край на научната си кариера в знак на протест срещу нарастващите антисемитски настроения в страната. Нито неговите колеги, нито студентите му, нито министъра успяват да го убедят да не се пенсионира. След това продължава да живее в Мюнхен, като отказва нови предложения дори и от чужбина. Единствената му научна дейност по това време е с асистенти, които му се обаждат по телефона с резултатите си.
През 1938 г. Вилщетер емигрира в Швейцария. Той прекарва последните три години от живота си в Муралто, близо до Локарно, пишейки автобиографията си. На 3 август 1942 г. умира от инфаркт на 69-годишна възраст. Автобиографията му, „Aus meinem Leben“, е публикувана на немски едва през 1949 г.